# Фаско, Пол
Пол Фа́ско (англ. Paul Fusco, род. 29 января 1953, Нью-Хейвен, Коннектикут) — кукловод, актёр озвучивания, телевизионный продюсер и писатель. Наиболее известен как создатель сериала «Альф», в котором он был кукловодом и голосом главного героя. Пол Фаско также является вице-президентом компании «Алиен-Продакшн».

## Работы
- The O'Reilly Factor (1 эпизод, 2007)
- ALF's Hit Talk Show (7 эпизодов, 2004)
- Hollywood Squares (2004)
- TV Land Awards: A Celebration of Classic TV (2003)
- NBC 75th Anniversary Special (2002)
- The Cindy Margolis Show (1 эпизод, 2000)
- The Love Boat: The Next Wave (1 эпизод, 1999)
- Project ALF (1996)
- Spacecats (1991)
- Blossom (1 episode, 1991)
- A Very Retail Christmas (1990)
- Герои мультфильмов приходят на помощь (1990)
- ALF Tales (1988)
- Matlock (1 эпизод, 1987)
- ALF: The Animated Series (1987)
- Альф (102 серии, 1986—1990)
- A Thanksgiving Tale (1983)
- An Easter Story (1983)
- Santa's Magic Toy Bag (1983)
- The Valentine's Day that Almost Wasn't (1982)
- The Crown of Bogg (1981)

### Режиссёр
- A Very Retail Christmas (1990)
- ALF (сериал) (1986—1990)

### Сценарист
- Project: ALF(1996)
- A Very Retail Christmas (ТВ) (1990)
- ALF: The Animated Series (сериал) (1987—1989)
- ALF: (сериал) (1986—1990)